# Махат (дух)
Махат, Магат или Махан (санскр. Mahat, महत्; от маха = «великий»), — в индуизме и буддизме божественный дух , верховный разум ; третья составляющая космогенеза при первичном (исходном) творении («сарга»), порождение пракрити и пуруши.
Махат имеет верховную власть над всеми вещами, поэтому также именуется верховным божеством, владыкой в первичном творении, «Ишварой» (îçvara = «могучий», «владыка»). Как великий духовный принцип, Махат в своей творческой деятельности наделяет все вещи их свойствами и качествами, которые и познаются человеком.
Синонимом для Махата выступает Праджня (санскр. Prajñâ — «познание», «мудрость») — совокупность всех добрых качеств.

## «Махабхарата»
Доктор философских наук Н. Н. Карпицкий, анализируя «Махабхарату», приходит к выводу, что на момент создания текста сознание воспринималось двухуровневым: ментальным и эмпирическим; и порождение мира (космогенез; день Брахмы) представлялось поэтапным нисхождением от ментального уровня сознания к эмпирическому. В циклическом существовании, поначалу из Брахмы рождаются три уровня сознания:
- махат (махан) — первооснова разума;
- буддхи — пробуждающийся разум;
- ахамкара — разум, достигший самосознания[1].

Из ахамкары является эмпирическое сознание, передаваемое символикой из пяти первоэлементов, отличных от физических первоэлементов и именуемых «тонкими», причём каждому из них принадлежит тот или иной аспект эмпирического сознания:
- акаша (пространство или эфир) появляется первой, она выражает собой звук; затем следуют:
- воздух (тактильное ощущение), огонь (зрительные образы), вода (вкус) и земля (запах)[1].

При поглощении мира (ночь Брахмы), элементы взаимопоглощаются в обратном порядке, и звук (акаша) поглощает эмпирическое сознание, а махат — ментальное.

## Буддизм
В буддизме Махат считается первым явлением Брахмы (Брахмана) на утренней заре каждого его нового дня (кальпа), — первым эволюционным продуктом его безатрибутной сущности, а также тончайшей субстанцией интеллекта. Его родители: дух (Пуруша) и материя (пракрити), а сам Махат — «великий зародыш». Он называется семенем мысли (буддхи), ментальным импульсом, направленным вовне, предначалом сотворения мира, побуждением, желанием творить, осознанием творческих возможностей и тягой к их реализации, к самореализации. Махат нужен для связи непроявленной божественной сущности с проявленным миром. В свою очередь Махат рождает самосознание (самость; ахамкара). Махат почитают как космический разум; с ним отождествляют человеческое мышление (читта).